# 白玉もち
白玉 もち（しらたま もち、12月13日 - ）は、日本の漫画家、同人作家。

## 来歴
2013年より、サークル「ハウス栽培もち」として活動を開始。主に二次創作や創作百合作品の執筆を行っている。
2016年1月に、成人向け百合アンソロジーコミック『L Ladies ＆ Girls Love 09』（オークス）掲載の『笑顔リペア』で商業誌デビュー。
2018年9月からは、成人向け漫画雑誌『COMIC LO』（茜新社）で執筆を開始。
2019年からは一般向けの雑誌、アンソロジーコミックにて作品の発表を開始。『わたしはサキュバスとキスをした』を『コミック電撃だいおうじ』（KADOKAWA）VOL.84よりVOL.106まで連載。

## 作風・人物
主に姉妹百合、子供同士の百合を執筆している。
連載作品『わたしはサキュバスとキスをした』は、pixivやニコニコ漫画、同人誌で掲載された『サキュバスの百合な話』の設定やキャラクターデザインを再構成した作品である。
過去には、ソーシャルゲームのキャラクターや背景を制作する会社に所属していた。

## 作品リスト

### 連載
- 『わたしはサキュバスとキスをした』 （『コミック電撃だいおうじ』〈KADOKAWA〉VOL.84[注 1] - VOL.106[8]）

### 単行本

#### 成人向け
- 『めしべとめしべ』 （茜新社〈TENMACOMICS LO #277〉、2020年9月28日発売[11]、ISBN 978-4-86349-840-2）

#### 一般向け
- 『わたしはサキュバスとキスをした』 （KADOKAWA〈電撃コミックスNEXT〉、全3巻）
  1. 2021年4月26日発売[12]、ISBN 978-4-04913-763-7
  2. 2022年1月27日発売[13]、ISBN 978-4-04914-190-0
  3. 2022年8月26日発売[14]、ISBN 978-4-04-914633-2

### 読切・短編

#### 成人向け
- 『笑顔リペア』 （オークス『L Ladies ＆ Girls Love 09』 2016年1月9日発売）
- 『枯れない花』 （キルタイムコミュニケーション『クレイジーサイコレズ求愛陵辱』Vol.1、2020年1月29日発売[15]）

#### 一般向け
- 『かえり道』 （芳文社『マギアレコード 魔法少女まどか☆マギカ外伝 アンソロジーコミック』第1巻、2019年4月19日発売）
- 『姉妹百合』 （KADOKAWA『百合ドリル 自由研究編』 2020年1月27日発売）
- 『いましたしまい』 （一迅社『双子百合えっちアンソロジー』 2020年3月27日発売[16]）
- 『モテあそぶマチちゃん』 （KADOKAWA『コミック電撃だいおうじ』VOL.80[注 2]、2020年4月27日発売[17]）
- 『ネ』 （一迅社『泣き顔百合アンソロジー』2022年1月31日発売[18]）

### その他
- 『NTRレズ 彼女が彼女を寝取ったら Vol.2』 （キルタイムコミュニケーション〈二次元コミックマガジン〉、2020年4月10日発売[19]） 表紙イラスト